# Ерих II фон Саксония-Лауенбург (епископ)
Ерих фон Саксония-Лауенбург (на немски: Erich von Saxe-Lauenburg; * 1472; † 20 октомври 1522) от род Аскани, е като Ерих II от 1502 до 1503 г. 45. епископ на Хилдесхайм и като Ерих I от 1508 до 1522 г. епископ на Мюнстер.

## Живот
Той е син на херцог Йохан IV от Саксония-Лауенбург (1439 – 1507) и съпругата му Доротея фон Бранденбург (1446 – 1519), дъщеря на курфюрст Фридрих II фон Бранденбург (1413 – 1471) и Катарина Саксонска (1421 – 1476). По-големият му брат е херцог Магнус I (1470 – 1543).
През 1484 г. Ерих следва каноническо право в стария университет в Кьолн (Universitas Studii Coloniensis). През 1487 г. е ръкоположен за свещеник. На 27 октомври 1490 г. е капитулар в Кьолн и Хилдесхайм. На 21 май 1502 г. е избран за епископ на Хилдесхайм. През 1503 г. той се отказва в полза на брат му Йохан IV. Ерих се връща в Кьолн.
След смъртта на епископа на Оснабрюк и Мюнстер Конрад IV фон Ритберг през 1508 г., катедралният капител на Мюнстер избира Ерих на 24 февруари 1508 г. за епископ, въпреки кандидатите Йохан фон Ритберг, племенник на умрелия Конрад, и Франц фон Валдек.
Ерих помага на брат си Йохан, епископът на Хилдесхайм, в така наречения „Хилдесхаймски конфликт“ против херцог Хайнрих Млади фон Брауншвайг-Волфенбютел, Ерих I фон Каленберг, епископ Франц фон Минден и рицарите фон Залдерн. Затова той също е осъден (Reichsacht) от император Карл V.
Ерих поставя извънбрачния си брат Бернхардус Засе († 1539 или 1549) през 1519 г. за вай-епископ в Мюнстер. В конфликта с граф Клаус фон Текленбург той окупира през 1518 г. графството Линген, но по-късно трябва отново да го напусне. Репарациите от 4000 рейнски гулдена са платени едва през 1534 г. от наследника му Франц фон Валдек.
Между 1512 и 1515 г. по времето на епископ Ерих се престрояват фасадите на катедралата на Мюнстер. За княжеската епископска замъчна капела в Засенберг, където искал да основе колегия, той подарява през 1517 г. Засенбергския олтар.